# Mount St. Louis
Mount St. Louis (in Argentinien Monte San Luis) ist ein 1280 m hoher und hauptsächlich vereister Berg an der Loubet-Küste des Grahamlands im Norden der Antarktischen Halbinsel. Auf der Arrowsmith-Halbinsel bildet er unmittelbar östlich der Meerenge The Gullet eine markante Landmarke.
Teilnehmer der Fünften Französischen Antarktisexpedition (1908–1910) unter der Leitung des Polarforschers Jean-Baptiste Charcot sichteten ihn 1909 erstmals und nahmen eine grobe Kartierung vor. Vermessen wurde der Berg 1948 durch Wissenschaftler des Falkland Islands Dependencies Survey, die ihn auch benannten. Namensgeber ist der kanadische Pilot Peter Borden St. Louis (1923–2010), der im Januar und Februar 1950 Versorgungsflüge von den Argentinischen Inseln zur Stonington-Insel unternommen hatte.